# جورج خليفي
جورج خليفي (1947-) هو مخرج وناقد سينمائي فلسطيني، أنهى دراسته السينمائية في بلجيكا وعاد إلى فلسطين عام 1984. شارك عام 1992 في إقامة مؤسسة القدس للسينما والتلفزيون التي كانت أول مؤسسة بادرت إلى تدريس كوادر مهنية للتلفزيون الفلسطيني وتولى مهمة الإدارة الفنية فيها وتم حلها عام 1996 وأقيم مكانها معهد الإعلام العصري في جامعة القدس، وأصبح أستاذ جامعي فيه، كما كان عضو في لجان تحكيم عدد من المهرجانات السينمائية، وله كتاب بعنوان السينما الفلسطينية الطبيعة الصدمة والذاكرة 

## أعماله
قدم فيلمه أطفال الحجارة عام 1988، بعد أن كان قد عمل في العديد من الأفلام، وأخرج فيلم الناسك عام 1979، كما ساعد في إخراج وإنتاج الذاكرة الخصبة لميشيل خليفي، وأدار إنتاج فيلم عرس الجليل، وله مجموعة الأفلام وهي: من القلب إلى القلب، القدس تحت الحصار، مصادر الطفولة المبكرة، شروق، والعديد من الأفلام والتقارير التلفزيونية. 